# ГЕС Кентуккі
ГЕС Кентуккі (англ. Kentucky Dam) – гідроелектростанція у штаті Кентуккі (Сполучені Штати Америки). Знаходячись після ГЕС Піквік, становить нижній ступінь каскаду на річці Теннессі, яка дренує Велику долину у Південних Аппалачах та після повороту на північний захід впадає ліворуч до Огайо, котра в свою чергу є лівою притокою Міссісіпі (басейн Мексиканської затоки).
В межах проекту річку перекрили комбінованою греблею висотою 63 метри та загальною довжиною 2567 метрів. Вона включає бетонні та насипні ділянки, які потребували 1037 тис м3 бетону та 4,3 млн м3 породи. 
Гребля утримує витягнуте по долині річки на 296 км водосховище з площею поверхні 649 км2 та об’ємом 7,4 млрд м3, в тому числі 4,9 млрд м3 можуть використовуватись для протиповеневих заходів. Варто також відзначити, що сховище за допомогою каналу довжиною 2,8 км з шириною по дну 122 метра та мінімальною глибиною 3,3 метра сполучене з водосховищем ГЕС Barkley (нижній ступінь каскаду на річці Камберленд, котра впадає до Огайо на 18 км вище від устя Теннессі).
Машинний зал обладнаний п’ятьма турбінами типу Каплан загальною потужністю 184 МВт (згідно сайту оператора каскаду на Теннессі Tennessee Valley Authority, тоді як за іншими даними потужність станції досягає 197,4 МВт або навіть 199 МВт).
Заповнення водосховища у 1945 році дозволило розпочати навігацію по Теннессі протягом всього року, при цьому проходження суден через греблю забезпечувалось шлюзом з розмірами камери 183х34 метри. В середині 2010-х стартувало спорудження нового шлюзу з розмірами камери 366х34 метри.